# Cappella Andrea Barca
La Cappella Andrea Barca è un'orchestra fondata nel 1999 dal pianista classico ungherese András Schiff.

## Storia
L'organico viene adattato di volta in volta al repertorio, da Johann Sebastian Bach al periodo classico (Wolfgang Amadeus Mozart, Franz Joseph Haydn, Felix Mendelssohn) con qualche incursione sino a Béla Bartók.
L'orchestra deve il suo nome al fantomatico compositore e pianista fiorentino Andrea Barca, in realtà un gioco di parole basato su una traduzione letterale del nome del fondatore.
Dal 1999 la Cappella Andrea Barca si esibisce in esclusiva italiana al Teatro Olimpico di Vicenza, nel quale dal 1998 dà luogo alla serie concertistica Omaggio a Palladio.